# Độ tin cậy giao hàng
Độ tin cậy giao hàng là một trong năm thuộc tính trong quản lý chuỗi cung ứng theo mô hình SCOR, được phát triển bởi công ty tư vấn quản lý PRTM, hiện là một phần của PricewaterhouseCoopers LLP (PwC) và được Hội đồng chuỗi cung ứng (SCC) xác nhận là chéo Công cụ chẩn đoán tiêu chuẩn thực tế của ngành để quản lý chuỗi cung ứng, SCOR đo lường khả năng của nhà cung cấp để dự đoán các quy trình hoàn thành như đã hứa.  Nó được đo lường bằng cách thực hiện đơn hàng hoàn hảo và chứng minh mức độ mà nhà cung cấp có thể phục vụ khách hàng của mình trong thời gian giao hàng đã hứa.
Theo danh pháp của Ma trận DR-DP, có thể phân biệt ba phương pháp chính để đo DR:
- {\displaystyle DR_{T}^{V}}

Loại đo lường: khối lượng (V) / số ít (S)
Kiểu xem: đúng giờ (T) / giao hàng (D)

## Khối lượng / đúng giờ (=CLIP)

### Công thức
Nếu ({\displaystyle Demand_{p,c}+Backlog_{p-1,c}>0}
{\displaystyle DR_{T}^{V}}{\displaystyle min({\frac {Delivered_{p,c}+Predelivery_{p-1,c}}{Demand_{p,c}+Backlog_{p-1,c}}},1)}
Lưu ý: Trong trường hợp nhà cung cấp thông báo cho đối tác phù hợp trong chuỗi cung ứng rằng không thể đáp ứng ngày / số lượng giao hàng hứa hẹn được gọi là cảnh báo giao hàng sớm (DEW), tổng số DEW đã ban hành để giảm cam kết trong một tuần trong mẫu số.
Khác
VÔ GIÁ TRỊ
Nhu cầu: Nhà cung cấp xác nhận số lượng; c: Định danh sản phẩm; p: Khoảng thời gian, ví dụ một ngày, một tuần, một tháng...
Việc tích lũy trong một khoảng thời gian và một nhóm các định danh sản phẩm c được thực hiện như sau:
{\displaystyle DR_{p,c}={\frac {\sum _{p,c}(DR_{T}^{V})}{count_{p,c}(DR_{T}^{V}<>NULL)}}}
trong khi p được xác định theo thời gian nhu cầu

## Đơn lẻ / giao hàng và đơn lẻ/ trên Ttme

### Định nghĩa trường hợp đơn lẻ
Để phù hợp với nhu cầu của môi trường, độ chi tiết của trường hợp đơn lẻ ({\displaystyle DR_{*}^{S}}) phải được xác định.  Nói chung, một trường hợp số ít được mô tả bởi n-Tuple bao gồm một tập hợp các chi tiết đặt hàng và giao hàng sau đây:
- số thứ tự
- định danh khách hàng
- định danh sản phẩm
- ngày chúc khách hàng
- ngày xác nhận của nhà cung cấp
- gửi thông tin
- ngày giao hàng
- số ghi chú giao hàng

### Công thức
1) {\displaystyle DR_{D}^{S}}
Sau khi một trường hợp đơn lẻ được giao cho khách hàng, DR của nó được đo như sau: 
Nếu (ngày mong muốn <= ngày đến <= ngày xác nhận của nhà cung cấp) thì 
Trường hợp số ít DR = 1
khác 
Trường hợp số ít DR = 0
ngày đến = ngày giao hàng + thời gian vận chuyển
Bằng cách tích lũy kết quả của các trường hợp đơn lẻ trong một khoảng thời gian nhất định và, nếu cần, các tiêu chí bổ sung c (ví dụ: khách hàng, sản phẩm,...) độ tin cậy giao hàng được tính như sau:
{\displaystyle DR_{p,c}={\frac {\sum _{p,c}(DR)}{count_{p,c}(singularcases)}}}
trong khi p được xác định bởi ngày đến
2) {\displaystyle DR_{T}^{S}}
Sau khi một khoảng thời gian trôi qua, tất cả các trường hợp đơn lẻ có ngày được xác nhận đầu tiên trong khoảng thời gian được xem xét và DR của chúng được đo như sau: 
Nếu (ngày mong muốn <= ngày đến <= ngày xác nhận của nhà cung cấp) thì 
Trường hợp số ít DR = 1
khác 
Trường hợp số ít DR = 0
ngày đến = ngày giao hàng + thời gian vận chuyển
Bằng cách tích lũy kết quả của các trường hợp đơn lẻ trong một khoảng thời gian nhất định và, nếu cần, các tiêu chí bổ sung c (ví dụ: khách hàng, sản phẩm,...) độ tin cậy giao hàng được tính như sau:
{\displaystyle DR_{p,c}={\frac {\sum _{p,c}(DR)}{count_{p,c}(singularcases)}}}
trong khi p được xác định bởi ngày xác nhận đầu tiên

## Kết quả
0% ≤ {\displaystyle DR_{T/D}^{S/V}} ≤100%